# Blokada Leningradu
Blokada Leningradu – okres oblężenia Leningradu (obecnie Petersburg) w czasie II wojny światowej przez wojska niemieckie, które trwało 2,5 roku od 8 września 1941 do 27 stycznia 1944 roku i pochłonęło około 1,5 miliona ofiar po stronie wojsk radzieckich oraz cywilnych mieszkańców miasta.

## Tło i siły obu stron
Leningrad, ówcześnie blisko 3-milionowe miasto, położone między Zatoką Fińską a jeziorem Ładoga, oddalone w 1941 roku około 100 km od granicy z Finlandią, był obok zajęcia Moskwy i Kaukazu jednym z trzech głównych celów niemieckiej operacji Barbarossa.
Zadanie zdobycia miasta otrzymała Grupa Armii „Północ” pod dowództwem feldmarszałka Wilhelma von Leeba, w której skład wchodziły 16 Armia (gen. Busch), 18 Armia (gen. von Küchler) oraz 4 Grupa Pancerna (generał Erich Hoepner). Siły te liczyły ok. 350 000 (w późniejszym okresie 700 000) żołnierzy.
Pierwotnie z wojskami niemieckimi miały współpracować oddziały fińskie, które jednak z rozkazu fińskiego dowództwa 1 września 1941 roku, po zdobyciu terytorium utraconego podczas wojny zimowej, zatrzymały się na linii granicy fińsko-radzieckiej sprzed wojny, co spowodowało, iż Leningrad nie został okrążony ze wszystkich stron.

### Obrona radziecka

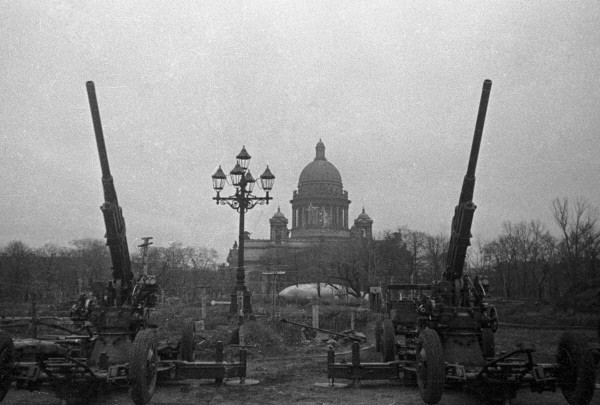
Radzieckie działa przeciwlotnicze w Leningradzie, w tle widoczny jest Sobór św. Izaaka. Zdjęcie wykonano 1 października 1941 roku

Już od pierwszego dnia wojny – 22 czerwca 1941 roku zaczęto budować kilka pasów umocnień wokół miasta. W ciągu dwóch miesięcy powstało 400 schronów bojowych i 650 punktów ogniowych. Ustawiono także 24 000 zapór przeciwczołgowych. Jednak mimo iż w pracę była zaangażowana spora część mieszkańców Leningradu, do chwili nadejścia wojsk niemieckich nie udało się ukończyć budowy wszystkich umocnień.
Naprzeciw wojsk niemieckich stanęły jednostki Frontu Leningradzkiego, pod dowództwem Klimienta Woroszyłowa, a następnie (od 14.09.1941) Gieorgija Żukowa, w składzie 7., 14. i 23 Armii. Siły radzieckie liczyły 930 000 żołnierzy. Dojścia do miasta od strony Finlandii broniła 23 Armia. Jej obrona opierała się na potężnym Karelskim Rejonie Umocnionym, którego skrzydła dochodziły do Bałtyku i jeziora Ładoga. Armia fińska nie podjęła jednak ani jednej próby ataku. Od południa broniły miasta Newska Grupa Operacyjna i trzy armie: 8., 42. oraz 55. Bezpośredniego podejścia do Leningradu broniło 6 rejonów umocnionych – trzy morskie: Kronsztadzki, Iżorski i Łużski oraz trzy lądowe: Karelski, Krasnogwardyjski i Słucko-Kołpiński. Dodatkowo w budowie był Newski Rejon Umocniony. Obrona przeciwlotnicza Leningradu składała się z 91 baterii przeciwlotniczych Floty Bałtyckiej (ogólna liczba dział 352), nie licząc okrętowych. Ponadto w Leningradzie znajdował się II Korpus Artylerii Przeciwlotniczej. Nieba pilnowały V Korpus Myśliwski oraz siły powietrzne Floty Bałtyckiej. W październiku dodatkowo przerzucono do miasta 44. i 191 Dywizję Strzelecką oraz 6 Brygadę Piechoty Morskiej i 3. Samodzielną Brygadę Morską. Na zachód od Leningradu znajdował się zalew, w czasie wojny zaminowany przy użyciu min kontaktowych; akwen był w zasięgu ostrzału twierdzy morskiej Kronsztad, brzegowych rejonów umocnionych, fortów i baterii. W Kronsztadzie i Leningradzie skupiła się cała Flota Bałtycka (2 pancerniki, 2 krążowniki, 13 niszczycieli, 12 korwet, 42 okręty podwodne, 62 trałowce, 38 kutrów torpedowych, 60 kutrów typu MO, 3 kutry pancerne oraz stawiacze min i sieci oraz kanonierki). Na wschodzie znajduje się jezioro Ładoga, którego broniła Flotylla Ładoska w sile 66 jednostek.

## Przebieg oblężenia

Blokada Leningradu w zimie 1941 roku

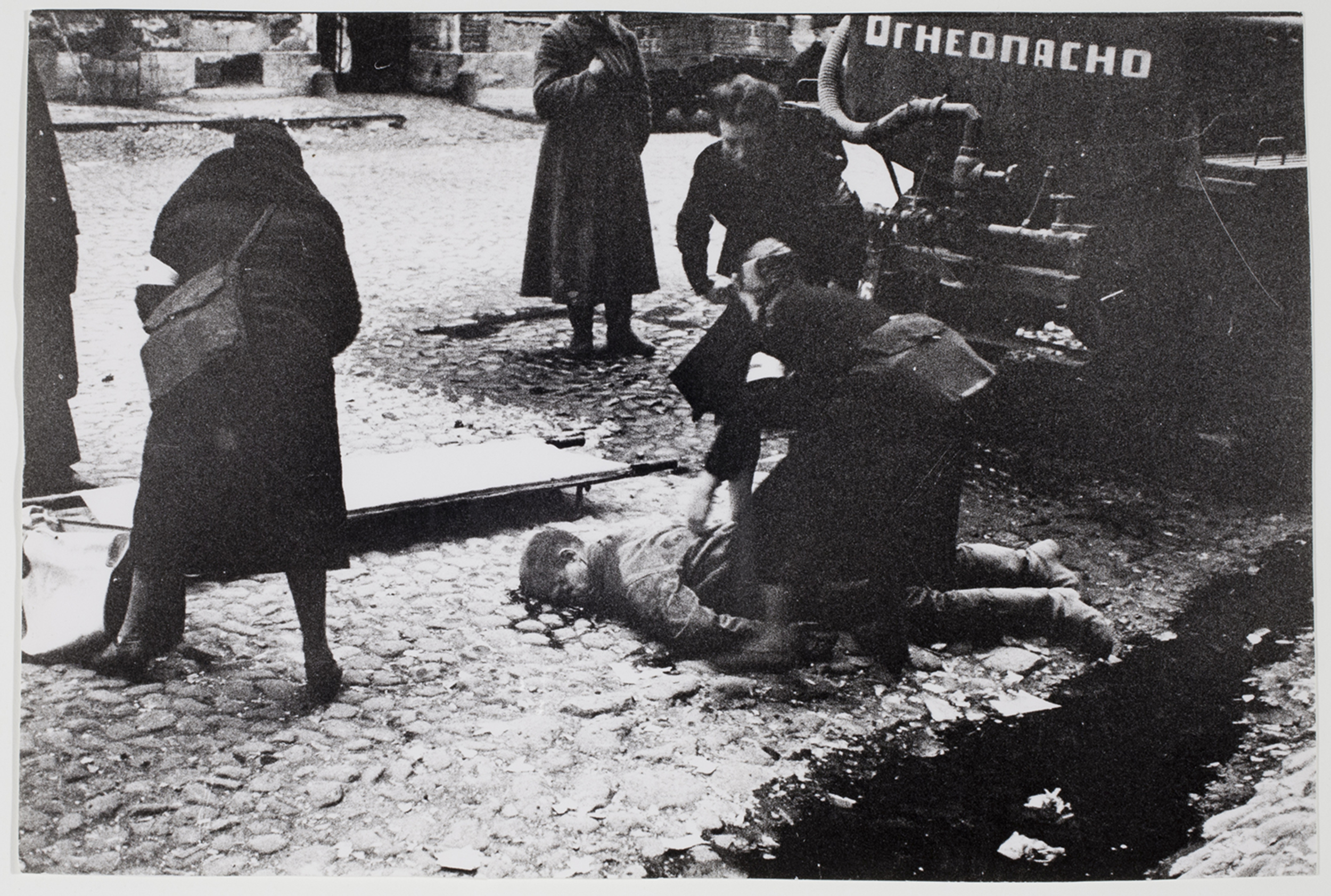
Pielęgniarki pomagają rannym ludziom podczas niemieckiego bombardowania Leningradu, 10 września 1941 roku

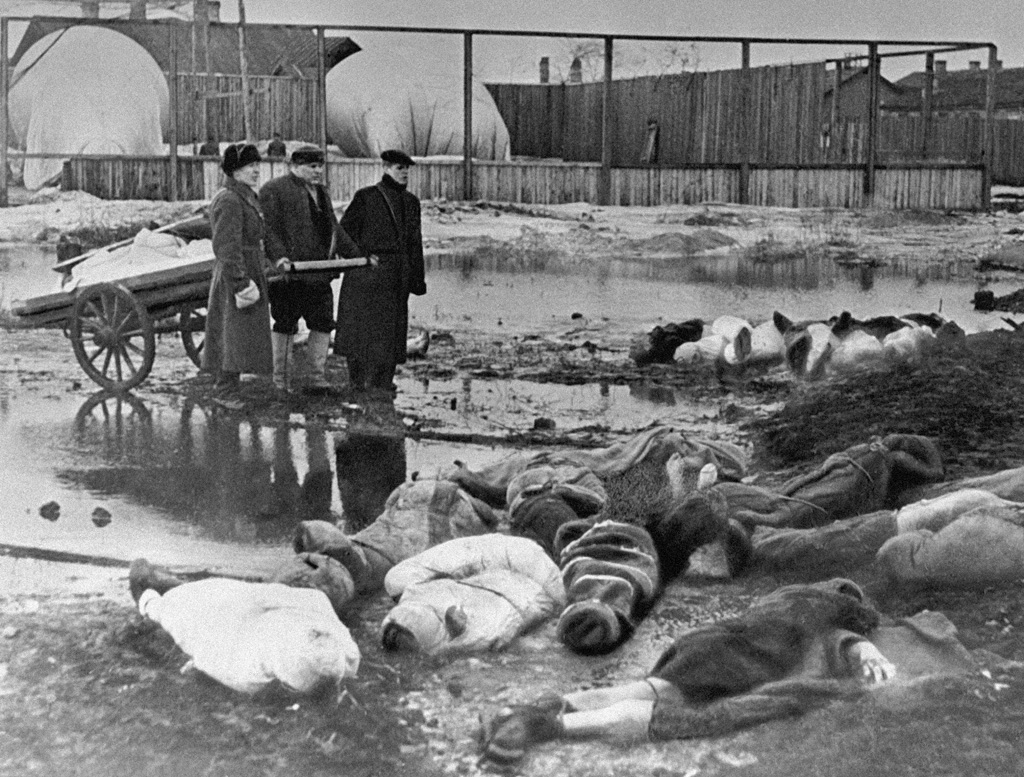
Pochówek zabitych podczas oblężenia

12 września 1941 roku czołowe oddziały niemieckiego 31. pułku piechoty 96 Dywizji Piechoty XLI Korpusu Pancernego dotarły do przedmieść Leningradu. 17 września Niemcy przypuścili generalny szturm na miasto, w którym brało udział 16 dywizji Wehrmachtu wspartych samolotami Luftwaffe. Po fiasku szturmu Niemcy postanowili blokować Leningrad przy równoczesnym prowadzeniu ostrzału artyleryjskiego i nalotów bombowych.
Oberkommando der Wehrmacht liczyło na to, że z braku dostaw żywności obrońcy miasta z głodu skapitulują. Rzeczywiście – już pod koniec września 1941 roku w oblężonym mieście wprowadzono kartki na żywność. Osoba pracująca na potrzeby frontu mogła w początku września liczyć na 600 gramów chleba dziennie, a niepracująca na 300 g. Jednak i te normy zostały wkrótce obniżone. Dzienne racje żywieniowe osiągnęły najniższy poziom po 20 listopada 1941 roku, kiedy to spadły do 250 g chleba dziennie dla pracowników fizycznych (stanowiących 34% ludności) oraz 125 g dla pozostałych osób. Dla posiadaczy kartek niższej kategorii oficjalna wartość odżywcza dziennej racji wynosiła 460 kilokalorii, czyli mniej niż jedną czwartą ilości potrzebnej do zachowania wagi dorosłego człowieka (2000–2500 kilokalorii). Ponadto deklarowana wartość 460 kilokalorii była w istocie niższa (do chleba dodawano bowiem np. paszę z wytłoków bawełnianych lub poddaną hydrolizie celulozę ze strużyn sosnowych; składał się on zatem w 73% z mąki żytniej, 3% z mąki kukurydzianej, 10% z celulozy, 10% ze sprasowanych wytłoków bawełnianych, w 2% ze śruty zbożowej i 2% z popiołu i resztek z worków) i wynosiła w istocie około 300 kilokalorii. Do wyżywienia całego 2,5-milionowego miasta używano tylko 510 t mąki dziennie. Czarnorynkowa cena kilograma chleba sięgnęła 600 rubli, kilograma mąki lub krup – 800 rubli, za szklankę tytoniu lub machorki – 200 rubli. Tłuszcze pozyskiwano w drodze przerobu farb olejnych i mydła technicznego.
Jedyne dostawy dla Leningradu mogły docierać przez jezioro Ładoga. Pierwszy konwój wyruszył już 12 września, ale ze względu na niesprzyjające warunki atmosferyczne oraz niemieckie bombardowania droga przez jezioro była wyjątkowo niebezpieczna. Istotniejsze były jednak czynniki związane z bardzo złym stanem technicznym taboru pływającego (barki i holowniki w większości wymagały napraw przed dopuszczeniem do żeglugi) oraz nieudolną organizacją, przez co nie było możliwe dowiezienie wystarczającej ilości zaopatrzenia. Od pierwszych dni listopada jezioro pokrył lód, dzięki któremu dostawy można było transportować również pojazdami kołowymi. „Droga Życia” – jak nazywano szlak dostaw do Leningradu, miała długość 30 km.
W październiku elektrowniom zaczęło brakować opału, wskutek czego ograniczono dostawy energii elektrycznej. Do unieruchomionych już wcześniej trolejbusów dołączyły tramwaje, które z uwagi na brak zasilania pozostawiono na trasach w różnych punktach miasta. Ich wyłączenie „uświadomiło mieszkańcom nieznaną współczesnemu człowiekowi realność miejskich odległości, wydłużając poszczególne ulice, a zwłaszcza niczym nie osłonięte wietrzne mosty na Newie”. Miasta nie odśnieżano, więc wszystkie arterie, poza największymi, były nieprzejezdne, a normalnym widokiem stały się wąskie ścieżki wydeptywane przez ludzi w śniegu. Od 27 listopada zabroniono w blokach używania elektryczności między 10:00 a 17:00, co nie oznaczało, że dostawy prądu w pozostałych godzinach zawsze miały miejsce.
Mimo nastających mrozów Niemcy nie zrezygnowali ze zdobycia miasta i na początku listopada przypuścili udany szturm na miejscowość Tichwin, z której wyruszały transporty „Drogi życia”. 5 grudnia rozpoczęła się radziecka kontrofensywa, której celem było odbicie Tichwina, co w konsekwencji pozwoliłoby zwiększyć dostawy do oblężonego Leningradu. Do 24 grudnia oddziałom Frontu Wołchowskiego w składzie: 4., 52., 59 Armii oraz 2 Armii Uderzeniowej udało się odbić Tichwin i wyprzeć Niemców za rzekę Wołchow.

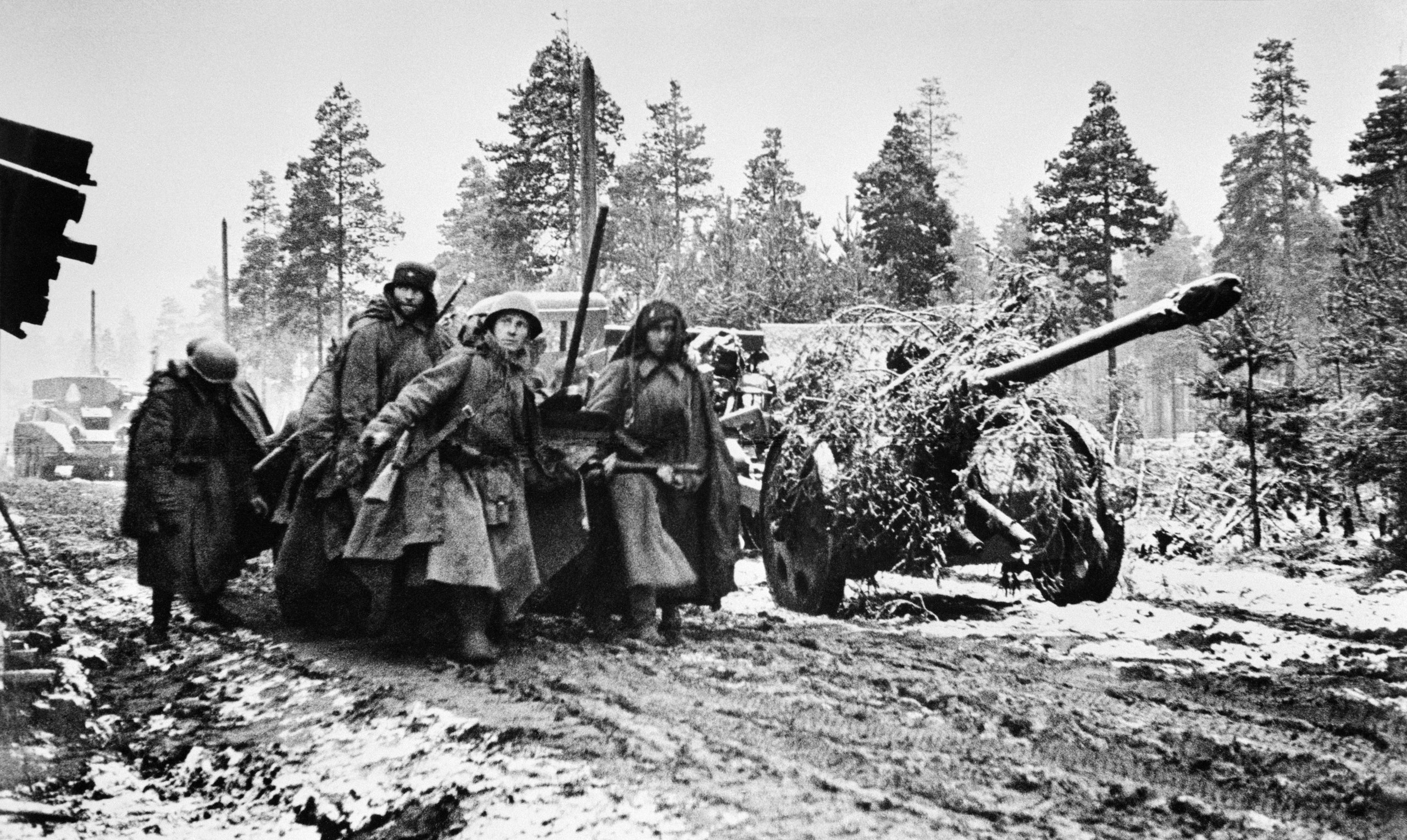
Radzieccy żołnierze należący do oddziałów Frontu Leningradzkiego razem z zamaskowanym działem artyleryjskim w czasie walk na przedmieściach Leningradu, 1 listopada 1941 roku

Mimo tego sukcesu, styczeń i luty 1942 roku zapisały się jako najcięższe miesiące w oblężonym Leningradzie. Codziennie w mieście umierało około 3–4 tys. ludzi. Wiele zwłok nie zostało pochowanych, ponieważ służby miejskie nie nadążały z kopaniem grobów. Pojawiały się przypadki kanibalizmu. W styczniu rozpoczęła się masowa ewakuacja mieszkańców. Do kwietnia udało się wywieźć ponad 500 tysięcy ludzi. Na wiosnę życie w Leningradzie zaczęło wracać powoli do normy. Dostawy były coraz większe, a w samym mieście wznowiły działalność niektóre teatry. 15 kwietnia wznowiono kursowanie tramwajów. Pomimo to sytuacja pozostała ciężka, gdyż Niemcy nie porzucili pomysłu zdobycia Leningradu i w marcu przystąpili do realizacji operacji „Eisstoss”, której celem było zniszczenie przez Luftwaffe radzieckiej Floty Bałtyckiej. Równocześnie wznowiono działania na lądzie. W wyniku walk w kwietniu i maju 1942 roku niemiecka 18 Armia okrążyła i zniszczyła do 12 lipca 2 Armię Uderzeniową oraz część sił radzieckich 52. i 59 Armii na południe od Leningradu.

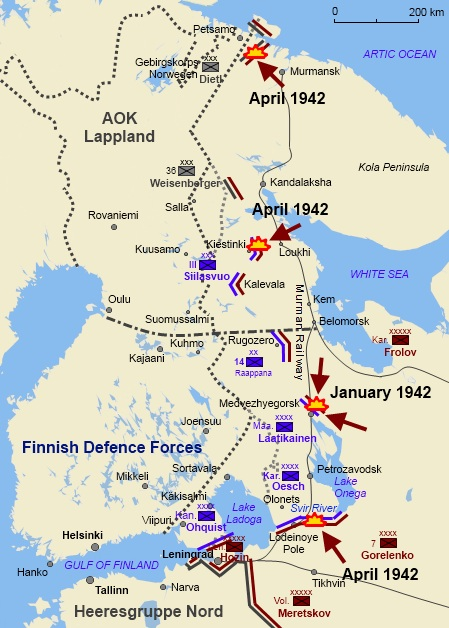
Sytuacja wokół Leningradu w 1942 roku. Kolor czerwony: Sowieci, niebieski: Finowie, czarny: Niemcy

Po zwycięstwie na Krymie i zdobyciu Sewastopola Niemcy przerzucili część sił 11 Armii pod Leningrad, ale w sierpniu sowieckie uderzenie wyprzedzające zmusiło Niemców do użycia posiłków do odparcia tego ataku. Dopiero podczas drugiej zimy oblężenia, w styczniu 1943 roku podczas operacji Iskra oddziałom radzieckim udało się przebić przesmyk wzdłuż południowego brzegu jeziora Ładoga, dzięki któremu dostawy zaczęły docierać drogą lądową i sytuacja w Leningradzie znacząco się poprawiła (zob. Korytarz Śmierci). Wznowienie ofensywy latem nie przyniosło Sowietom większych sukcesów.

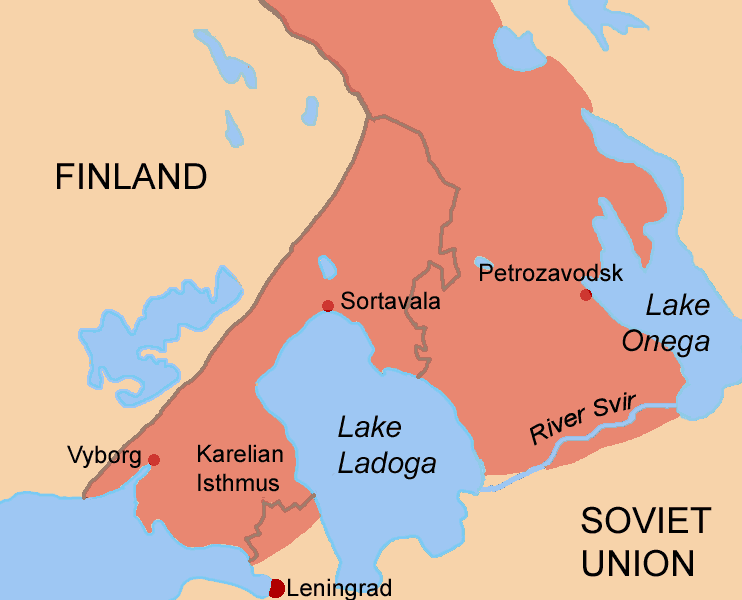
Tereny zajęte przez wojska fińskie w okresie blokady Leningradu

W styczniu 1944 roku sowiecka ofensywa zimowa przerwała oblężenie, ostatecznie odrzucając Niemców od miasta. Ostatnim akordem oblężenia Leningradu była operacja wyborsko-pietrozawodzka przeprowadzona w czerwcu i lipcu 1944 roku, kiedy wojska frontów Leningradzkiego i Karelskiego wyparły armię fińską z Przesmyku Karelskiego.

## Reperkusje
Podczas trwającego blisko 900 dni oblężenia Leningradu w wyniku głodu, mrozu, bombardowań i ostrzału artyleryjskiego życie straciło prawdopodobnie około miliona osób, choć oficjalne źródła radzieckie mówią o 649 tysiącach zmarłych cywili oraz 688 263 pochówkach (na skutek bombardowań i ostrzału artyleryjskiego zmarło oficjalnie 16 747 osób – reszta zgonów spowodowana była głodem i chorobami). Również szacunki demograficzne, opierające się na liczbie wydawanych pozwoleń na pobyt, wskazują na liczbę 700 tysięcy ofiar. Z kolei w czasie procesów norymberskich rząd radziecki podawał uderzająco dokładną, aczkolwiek nieprawdziwą liczbę 632 253 osób.
1 maja 1945 roku Leningrad otrzymał tytuł „miasta-bohatera Związku Radzieckiego”.